# Даґ Коллінз (баскетболіст)
Даґ Коллінз (англ. Doug Collins, 28 липня 1951) — американський баскетболіст.
Срібний призер Олімпійських Ігор 1972 року.